# Gbanlin
Gbanlin ist eine Stadt und ein Arrondissement im Departement Collines im westafrikanischen Staat Benin. Es ist eine Verwaltungseinheit, die der Gerichtsbarkeit der Kommune Ouèssè untersteht.

## Demografie und Verwaltung
Gemäß der Volkszählung 2013 des beninischen Statistikamtes INSAE hatte das Arrondissement 16.927 Einwohner, davon waren 8773 männlich und 8154 weiblich.
Von den 63 Dörfern und Quartieren der Kommune Ouèssè entfallen sieben auf Gbanlin:
1. Azraou
2. Gbanlin
3. Gbanlin-Aïzon
4. Idadjo
5. Tosso
6. Vossa
7. Wokpa